# Терга
Терга — река в России, протекает по Белорецкому району республики Башкортостан. Длина реки составляет 25 км.
Начинается в берёзово-сосновом лесу к востоку от хребта Большой Юрматау. Течёт на юг мимо горы Болочихина и Таргинских гор, затем поворачивает на восток. Течёт до горы Малиновая, затем снова направляется на юг по сосновому лесу. Устье реки находится в 1159 км по правому берегу реки Белая.
Основные притоки — Цырюльников (лв), Дубинин (пр).

## Данные водного реестра
По данным государственного водного реестра России относится к Камскому бассейновому округу, водохозяйственный участок реки — Белая от водомерного поста Арский Камень до Юмагузинского гидроузла, речной подбассейн реки — Белая. Речной бассейн реки — Кама.
Код объекта в государственном водном реестре — 10010200212111100017263.